# Championnat de Suisse de football 2014-2015
Navigation
Super League 2013-2014 Super League 2015-2016
La saison 2014-2015 de Super League est la cent dix-huitième édition du championnat de Suisse de football, opposant les dix meilleurs clubs suisses en matchs aller-retour hebdomadaires. Les clubs se rencontrent à quatre reprises durant la saison, deux fois à domicile et deux fois à l'extérieur. En fin de saison, le dernier du classement est relégué et remplacé par le champion de Challenge League, la deuxième division suisse.
C'est le tenant du titre, le FC Bâle, qui remporte à nouveau la compétition après avoir terminé en tête du classement final, avec douze points d'avance sur les Young Boys de Berne et vingt-cinq sur le FC Zürich. C'est le dix-huitième titre de champion de Suisse de l'histoire du club.
La ligue organisatrice, la Swiss Football League, pour saluer les performances impressionnantes du club depuis les années 2000, décerne au club une réplique du trophée de champion qu'il peut conserver.

## Les 10 clubs participants
| \| Aarau Bâle Grasshopper Lucerne Sion Saint-Gall Thoune Vaduz Young Boys Zurich \| Localisation des clubs engagés dans le championnat. · Vainqueur |
| Aarau Bâle Grasshopper Lucerne Sion Saint-Gall Thoune Vaduz Young Boys Zurich                                                                       |

Légende des couleurs
- Phase de groupes de la Ligue des champions 2014-2015
- 3e tour de qualification pour non-champions de la Ligue des Champions 2014-2015
- Barrage de la Ligue Europa 2014-2015
- Troisième tour de qualification de la Ligue Europa 2014-2015
- Deuxième tour de qualification de la Ligue Europa 2014-2015
- Promu de Challenge League

| Club               | Dernière montée | Classement 2013-2014 | Entraîneur                                  | Depuis | Stade                | Capacité |
| ------------------ | --------------- | -------------------- | ------------------------------------------- | ------ | -------------------- | -------- |
| FC Bâle            | 1993            | 1er                  | Paulo Sousa                                 | 2014   | Parc Saint-Jacques   | 38 512   |
| Grasshopper Zurich | 1951            | 2e                   | Michael Skibbe Pierluigi Tami               | 2015   | Stade du Letzigrund  | 23 605   |
| BSC Young Boys     | 2001            | 3e                   | Uli Forte                                   | 2013   | Stade de Suisse      | 31 783   |
| FC Lucerne         | 2006            | 4e                   | Carlos Bernegger Markus Babbel              | 2014   | Swissporarena        | 17 500   |
| FC Zurich          | 1990            | 5e                   | Urs Meier                                   | 2012   | Stade du Letzigrund  | 23 605   |
| FC Thoune          | 2010            | 6e                   | Urs Fischer                                 | 2013   | Arena Thoune         | 10 000   |
| FC Saint-Gall      | 2012            | 7e                   | Jeff Saibene                                | 2011   | AFG Arena            | 19 694   |
| FC Sion            | 2006            | 8e                   | Frédéric Chassot Admir Smajić Didier Tholot | 2014   | Stade de Tourbillon  | 14 850   |
| FC Aarau           | 2013            | 9e                   | Sven Christ Raimondo Ponte                  | 2015   | Stade du Brügglifeld | 9 249    |
| FC Vaduz           | 2014            | 1er (CL)             | Giorgio Contini                             | 2011   | Rheinpark Stadion    | 7 584    |